# 1-es busz (Keszthely)
A keszthelyi 1-es jelzésű autóbusz az Autóbusz-állomás és Gyenesdiás, sportpálya megállóhelyek között közlekedik. A vonalat a Volánbusz üzemelteti.

## Közlekedése
Minden nap közlekedik, a csúcsidőszakban sűrűbben. Az Autóbusz-állomás felé a járatok többsége a Lovassy utca érintésével, de a Lehel utca, Bástya utca, Bercsényi utca, Sörház utca, Csók István utca megállóhelyek érintése nélkül közlekedik. A vonalon H jellel megjelölt regionális és országos autóbuszjáratok is közlekednek.

## Útvonala
| Gyenesdiás, sportpálya felé | Autóbusz-állomás felé |
| --- | --- |
| Autóbusz-állomás – Kazinczy utca – Erzsébet királyné útja – Bem József utca – Rákóczi tér – Tapolcai út – Gyenesdiás, sportpálya | Gyenesdiás, sportpálya – Tapolcai út – Rákóczi tér – Vásár tér – Lehel utca – József Attila utca – Sopron utca – Bástya utca – Pál utca – Bercsényi Miklós utca – Vaszary Kolos utca – Deák Ferenc utca – Sörház utca – Kossuth Lajos utca – Mártírok útja – Autóbusz-állomás |

## Megállóhelyei
| 0  | Autóbusz-állomás       | 14 | 12 | 2, 3, 5, 70, C5 | Keszthely Autóbusz-állomás, Városi strand, Városi sporttelep, Helikon park                                                   |
| 1  | Városi strand          | ∫  | ∫  | 2, 5            | Városi strand, Helikon park, Móló, Hotel Helikon                                                                             |
| ∫  | Csók István utca       | 13 | ∫  | 2, 3, 5, 70     | |
| 2  | Erzsébet királyné útja | ∫  | ∫  | 2, 5            | |
| ∫  | Sörház utca            | 12 | ∫  | 2, 3, 5, 70     | Földhivatal, Fő tér, Várkert, Magyarok Nagyasszonya-templom, Keszthelyi Televízió                                            |
| 3  | Bem utca               | ∫  | ∫  | 2, 5            | Fő tér, Piac tér, Vajda János Gimnázium, Magyarok Nagyasszonya-templom, Várkert, Keszthelyi Televízió, Polgármesteri Hivatal |
| ∫  | Bercsényi utca         | 11 | ∫  | 3, 5, 70, C5    | SPAR, Rendőrség, Pannon Egyetem Georgikon Kar, Tűzoltóság                                                                    |
| 5  | Rákóczi tér            | ∫  | ∫  | 2, 5, C5        | Rákóczi tér, Keszthely Plaza                                                                                                 |
| ∫  | Bástya utca            | 9  | ∫  | 2, 5, C5        | Festetics Kastély, Helikon Kastélymúzeum, Kastélypark, Történelmi modellvasút kiállítás és Vadászati Múzeum                  |
| ∫  | Lovassy utca           | ∫  | 7  |                 | Rákóczi tér, Keszthely Plaza                                                                                                 |
| ∫  | Lehel utca             | 8  | ∫  | 2, 5, C5        | Egry József Általános Iskola                                                                                                 |
| 7  | Kórház                 | 6  | 6  |                 | Városi Kórház, Kis Szent Teréz-bazilika                                                                                      |
| 8  | Darnay Kálmán utca     | 5  | 5  |                 | |
| 9  | Jegenye utca           | 4  | 4  |                 | |
| 10 | Lóczy Lajos utca       | 3  | 3  |                 | AlphApark, Penny Market, OBI                                                                                                 |
| ∫  | Interspar              | 2  | 2  |                 | INTERSPAR, Penny Market |
| 11 | Vágóhíd utca           | 1  | 1  |                 | LIDL |
| 12 | Gyenesdiás, sportpálya | 0  | 0  |                 | ALDI, Balaton utcai sportpálya                                                                                               |